# 古阳镇 (古县)
古阳镇，是中华人民共和国山西省临汾市古县下辖的一个乡镇级行政单位。

## 行政区划
古阳镇下辖以下地区：
热留村、凌云村、上辛佛村、下辛佛村、乔家山村、白素村、杏家庄村、南山村、古阳村、江水坪村、安吉村、相力村、金堆村和横岭村。